# Paul Ponsard
Pour les articles homonymes, voir Ponsard.
Paul Ponsard, né dans le 12e arrondissement de Paris le 25 janvier 1880 et mort pour la France à Boureuilles le 16 février 1915, est un sculpteur français.

## Biographie
Paul Auguste Ponsard est le fils de Désiré Auguste Ponsard, métreur, et de Célestine Octatie Maricot.
Sculpteur sur pierre élève aux Beaux-Arts de Paris, il a pour chef d'atelier Jean-Antoine Injalbert.
Il reçoit en 1908 le second prix de Rome en sculpture pour Le jeune Sophocle après la victoire de Salamine.
En 1913, il épouse Hélène Charlotte Cadet. En mars 1915 naît son fils Paul.
Lors de la Première Guerre mondiale, il est sergent au 82e régiment d'infanterie. Il est blessé mortellement par coup de feu le 16 février 1915.
Son nom est cité à l'ordre du régiment, il est décoré de la médaille militaire.